# Clive Terrelonge
Clive Terrelonge (30 giugno 1969) è un ex mezzofondista giamaicano.

## Palmarès

### Mondiali indoor
- 1 medaglia:
  - 1 oro (Barcellona 1995 negli 800 m piani)